# 大塚家具
大塚家具（おおつかかぐ）は、ヤマダデンキが運営する日本の家具量販店ブランド。対外的なコーポーレートブランドネーム（商標）としては「IDC大塚家具」（アイディーシーおおつかかぐ、IDC OTSUKA）の名称を用いている。
また、株式会社大塚家具（英: Otsuka Kagu, Ltd.）は、2022年4月30日まで存在した家具販売会社であり、東京都江東区に本社を置いていた。2019年にヤマダ電機（現・ヤマダホールディングス）と資本提携を結び、2021年に完全子会社化。2022年5月1日にヤマダホールディングス傘下のヤマダデンキへ吸収合併され、現在はヤマダデンキの「大塚家具事業部」が店舗ブランドの一つとして展開している。

## 概要
1969年（昭和44年）に埼玉県春日部市の東武伊勢崎線春日部駅東口（春日部ショールームとは反対側）に桐箪笥販売店「大塚家具センター」として創業。1993年（平成5年）に会員制を導入した。
自らの業態を「インターナショナルデザインセンター（International Design Center）」と称し、頭文字を取った「IDC」を商標の一部としている。
小売りだけではなく法人向けのコントラクト事業も手がけており、ホテルや医療施設などの内装のトータルコーディネートなどを行っている。
なお、大塚化学の家具事業部門だった同名の大塚家具とは一切の資本・提携関係も存在せず、また、大手事務機器商社の大塚商会とも無関係である。

## 沿革
- 1928年（昭和3年） - 創業者大塚勝久の父で桐箪笥職人の大塚千代三が春日部で桐箪笥工房を立ち上げる[5]。
11月 - 株式会社不二越銃砲火薬（後の株式会社大塚家具）設立[6]。
- 1953年（昭和28年）5月 - 大塚千代三の箪笥を専門に扱う合資会社大塚箪笥店を春日部に設立[6]。

### 大塚勝久社長による独立
- 1969年（昭和44年）
3月 - 大塚勝久が大塚箪笥店から独立し、埼玉県春日部市にて、社員24名の株式会社大塚家具センターを設立、代表取締役社長に就任。
4月 - 春日部駅西口に1号店開店。
- 1971年（昭和46年）7月 - 春日部東口店開設
- 1972年（昭和47年）8月 - 販売部門を株式会社桔梗として設立し、春日部駅東口で営業を開始。
- 1978年（昭和53年）
2月 - 都内1号店として「東京店」開設。
7月 - 休眠会社だった株式会社不二越銃砲火薬店が株式会社大塚家具に商号変更。
12月 - 株式会社大塚家具が、株式会社大塚家具センター、株式会社桔梗及び不動産業になっていた合資会社大塚箪笥店の3社を吸収合併。東京都板橋区に本社を移転。
- 1979年（昭和54年）7月 - 東京都千代田区九段北に本社を移転。
- 1980年（昭和55年）6月 - 株式を店頭登録。
- 1984年（昭和59年）6月 - 本社を千代田区有楽町に移転。
- 1989年（平成元年）9月 - 「横浜サービスセンター」開設。
- 1992年（平成4年） - 店舗再編成開始。
- 1993年（平成5年） - 会員制導入。4月の日比谷ショールーム開設を皮切りに、10月までに全店舗を会員制に転換。「IDC大塚家具」の商標の使用を開始。
- 1994年（平成6年） - 輸入品の大量導入。
- 1995年（平成7年）6月 - 「大阪ショールーム」開設。
- 1996年（平成8年）3月 - 本社を所在地である東京都江東区有明の東京ファッションタウンビルに移転。
- 1997年（平成9年）4月 - 春日部ショールーム開設。
- 1998年（平成10年）4月 - 「名古屋ショールーム」新装オープン。
- 1999年（平成11年）6月 - 初の九州区出店となる「小倉ショールーム」開設。
- 2000年（平成12年）9月 - 「横浜ショールーム」開設。
- 2006年（平成18年）9月 - 非連結子会社として秋田木工株式会社設立。
- 2007年（平成19年）5月8日 - 証券取引等監視委員会が、大塚家具が配当予想の修正を行うという重要事実を知りながら公表前の2006年2月10日から22日にかけて自己株7万9000株を買い付けたというインサイダー取引を行ったとして、金融庁に3044万円の課徴金納付命令を出すよう勧告[7][8]。

### 社長交代による混乱
- 2009年（平成21年）3月 - 創業者の大塚勝久の娘である大塚久美子が社長に就任。
- 2014年（平成26年）7月 - 反大塚久美子社長派によって、大塚久美子社長が解任され取締役に、父の勝久会長が社長を兼任。
- 2015年（平成27年）
1月 - 大塚久美子取締役が社長に復帰。
3月 - 株主総会での決議を経て大塚勝久会長が退任[9]。
7月1日 - 新たなブランドビジョンを発表。「幸せをレイアウトしよう。」をスローガンとし、企業ロゴも「IDC OTSUKA」とする[10]。

### ヤマダグループへ
- 2019年（令和元年）12月30日 - ヤマダ電機（現・ヤマダホールディングス）の子会社となる[11][12]。
- 2020年 （令和2年）11月 – イーホテルと業務提携 [13]（後に立ち消えになる、「#イーホテルとの業務提携」を参照）
- 2021年（令和3年）
8月30日 - 上場廃止[14]。
9月1日 - ヤマダホールディングスの完全子会社となる[14]。
- 2022年（令和4年）5月1日 - ヤマダデンキに吸収合併され、法人としては消滅。それ以降はヤマダデンキの「大塚家具事業部」が展開するストアブランドとなり、各店舗は今まで通りの営業を続ける[15]。

## 経営方針を巡る対立
大塚家具は創業者である大塚勝久が取り入れた、広告宣伝費の大量投入と「入店時に顧客ファイルを作成し（＝会員制の導入）、店員が顧客について回る」という積極的な接客により「結婚後のまとめ買い」需要を取り込むことで成長。2001年12月期に営業利益75億円でピークを迎えたが、その後住宅需要低迷や、ニトリ・イケアを始めとする新興勢力の台頭、自社株買いに伴う不祥事に伴い業績が低迷。2005年に執行役員制を導入。従業員出身の取締役を解任し、5人の取締役全員を一族から選任した。

### 久美子社長就任後の業績改善
2009年3月の株主総会で、創業以来社長を務めてきた大塚勝久が会長に退き、後任に勝久の長女で富士銀行（現・みずほ銀行）出身の大塚久美子を社長に昇格させた。久美子は勝久の用いた接客方法が「利用客の心理的な負担になり、客足を遠のかせる」と判断、「（一人でも）入りやすく、見やすい、気楽に入れる店作り」を目指し、店舗にカジュアルな雰囲気を施して積極的な接客を控える手法を取り入れ、10年以上減り続けてきた入店者数を増加に転じさせるなど業績改善に一定の効果をもたらした。

### 久美子社長解任後の業績悪化
久美子の方針を「自身の築いた経営路線の否定」と捉えた勝久は、2014年7月に取締役会で業績不振を理由として久美子社長の解任を提案し、成立したことを受けて久美子は無役の取締役に降格した。勝久が社長を兼務して現場に復帰し、久美子の社長時代に新規顧客層の開拓のために開いた北欧インテリアのショッピングモールサイト「Morgenmarked」（モルゲンマルケット）とその実店舗「Morgenmarked 目黒通り」（東京都目黒区）、佐藤オオキ主宰のデザインオフィス「nendo」とのコラボレーションによるセレクトショップ「EDITION BLUE 青山」（東京都渋谷区）、リブセンスとの共同事業で展開していた家具・インテリアの通販サイト「kagūno」（カグーノ）をいずれも2014年11月末で閉店・閉鎖させ、高額商品を前面に出した広告を大量投入するなど、久美子のとった路線変更をすべて否定するかのように従前の経営手法に戻した施策を採り始める。
社長交代後も業績はさらに低迷。2014年12月期の業績について、2度目の大幅下方修正を実施し、期初の約12億円の黒字から、約5億円の営業赤字へ4年ぶりに転落した。店長16名のうち10名を解任するなどの前社長派に対する粛清人事や、多額の宣伝広告費の積み増し、故郷春日部における5000坪の土地購入などがなされていたこともあり、2015年1月15日、全社外役員である社外取締役3名及び、社外監査役3名の連名で、取締役会付議やコンプライアンス体制の強化、経営における合理性の確保などを求める要望書が出された。また要望書の提出と同時に、2014年に前社長解任に賛成した三井住友銀行出身の社外取締役1名が辞任した。

### 久美子社長の復帰
平成26年12月期業績について2度の業績下方修正を経て4年ぶりの営業赤字に転落する事態となったことを受け、2015年1月28日の取締役会で、久美子の社長復帰・勝久の会長専任を決定する。取締役7人のうち4人が賛成、勝久及び長男勝之専務を含む3人が反対という僅差で可決されたと報じられた。
取締役会の翌日の1月29日に、勝久が3月の株主総会で自身を含む新たな取締役の選任を求める株主提案を提出するが、2月13日の取締役会で会社としてこの株主提案に反対する決議を可決。逆に久美子（会社側）が勝久を「当社経営を再度混乱かつ不透明にさせ、当社の企業価値・株主利益を毀損するものである」として、3月の株主総会で勝久を含まない新たな取締役を選任する会社提案を株主総会に提出することを決定した。
この後は、創業者一族同士による委任状争奪戦に発展し、同族経営の上場企業として異例の経営対立を生むこととなり、「お家騒動」「公開親子喧嘩」などと報じられた。大塚家具の筆頭株主は勝久ではあるものの、第2位の大株主である「株式会社ききょう企画」（1985年9月に設立された大塚家の資産保有会社。同社の株式は、勝久の5人の子供が18パーセントずつ、勝久の妻が10パーセントをそれぞれ保有。）では、長男の大塚勝之取締役、勝久の妻である大塚千代子監査役が解任されるとともに、次男の大塚雅之、次女が取締役に、三女が監査役に就任している。
委任状を巡って3月14日までに、大株主で米国の投資ファンドであるブランデス・インベストメント・パートナーズと、議決権行使助言大手であるインスティテューショナル・シェアホルダー・サービシーズ（ISS）およびグラス・ルイスが会社提案（社長側）に賛成する意見を表明する一方で、業界団体である家具経済同友会と、取引先であるフランスベッドが会長側の支持を表明していた。また社員株主によって構成される従業員持株会は、各社員の判断に委ねる自由投票とする方針も明らかとしていた。
3月27日開催された定時株主総会に200人が出席。3時間余りにわたって開催され、16万5340個の議決権行使に対し、会社提案への賛成票が61%と過半を占め、勝久会長が提案した自身の社長復帰と久美子社長の退任を要求する提案は否決された。総会後久美子社長が記者会見を開き、「総会後はノーサイド。全員が心をひとつにして、信頼回復に努めていきたい」と決意を表明した。総会後大塚家具は勝久会長が27日の株主総会終結時をもって取締役を任期満了により退任したと発表した。

### 資産管理会社をめぐる訴訟
次女の舞子が社長を務める「ききょう企画」について、差し押さえを免れて計189万株の保有議決権を確保することを目的に貸付実績がないまま譲渡担保契約を締結する手法で、久美子が虚偽の名義移転をしていたとして、130万株譲渡の際にききょう企画の15億円分の社債を保有する債権者である勝久が、株を返すよう求める民事訴訟を2月25日に東京地方裁判所に提訴し、3月3日に勝之が説明会を開き「そもそも、ききょう企画があること自体が今回の問題の根源。久美子社長がききょう企画を使って大塚家具を乗っ取ろうとしている」と述べ、厳しい口調で久美子社長を批判している。
久美子側は事業承継対策として株式を散逸させないために資産管理会社のききょう企画を設立して法人所有に移行させることが会社設立の目的だったとし、勝久の主張について「（勝久側の）事実認識にそもそも誤りがある。」「15億円の返済についてはロールオーバー（再契約）の暗黙の了解がある」と反論している。2016年4月に東京地裁は勝久の主張を全面的に認めて久美子に15億円を支払うよう命じた。なお、ききょう企画は、2022年10月に東京地裁から特別清算開始の命令を受けた。

### 久美子社長復帰後の業績悪化
裁判でも勝訴し、株主総会で支持された事によりその後押しを受け復帰した久美子社長だったが、騒動の影響を受けてか以前よりも更に「父とは違う」路線に固執し、勝久会長の方針をほぼ全否定する経営改革を推し進めた。しかしそれが却って会長支持を表明していた取引先等からの反発を招き、結果的に高度な技術を持つ職人が会社を去ったり、先代からの長い付き合いのあった得意先から取引を打ち切られる様な事態も発生した事で業績は低迷、売上高は大幅に落ち込んだ。所有する現預金は2016年12月の38億円から17年12月には18億円に落ち込み、2018年5月には、創業の地である春日部市の大型店舗を閉鎖するなど、店舗の撤退、縮小を進めることを余儀なくされている。
久美子社長は業績低迷の責任を取る形で、2016年7月に自身の役員報酬を2割削減し、2018年3月の株主総会で4割削減を表明した。
2017年11月に、大塚家具は貸会議室運営のティーケーピーから支援を仰ぎ、10億5,000万円の増資を受け、店舗の一部をティーケーピーの貸会議室や宿泊施設に転用し、収入を確保する業務資本提携を締結した。これによりティーケーピーは創業家に次ぐ大株主となった。
2018年8月に、自主再建が困難な状況で「身売り」交渉中と報じられたが、大塚家具は「資本増強や業務提携について多面的に検討している」と報道に応えた。また、2018年12月の業績予想を黒字から、3期連続の赤字に下方修正した。2018年12月期上期決算において、初めて継続企業の前提に関する注記が付けられた。
2019年3月に、決算期を12月31日から4月30日に変更することを発表。2019年1月 - 2020年4月は16か月の変則決算となった。しかしその後も業績の回復は見込めないまま、2019年12月30日付で家電量販店業界トップのヤマダ電機（現・ヤマダホールディングス）の傘下に入ったと発表された。資本提携会見で、ヤマダ電機山田昇会長は「ヤマダ電機は結果主義。チャンスを与え、達成のために全力で大塚家具を支援していく」とコメントした。
2020年4月期において、4期連続で営業赤字並びに営業キャッシュ・フローがマイナスとなったことから、2020年7月30日に有価証券報告書提出後に、2年間の上場廃止猶予期間に入った。2020年7月30日付でヤマダ電機から役員が送り込まれ、三嶋恒夫ヤマダ電機代表取締役社長が大塚家具代表取締役会長へ就任した。

### 久美子社長の辞任
当初は2021年4月期も久美子社長が続投する方向で検討に入っていた。久美子社長は2020年10月28日に、経営再建に道筋がついたとして辞任を申し出た。2020年12月1日付で久美子社長は退任し、後任の社長は三嶋恒夫ヤマダホールディングス代表取締役社長兼大塚家具代表取締役会長が兼務（2021年9月に健康上の理由で辞任）。

## 店舗
埼玉県・東京都・千葉県・神奈川県・愛知県・大阪府・兵庫県・福岡県に11店舗と、有明本社の分店扱いとして出店したサッポロファクトリー（北海道）、家具のセレクトショップである「モダンスタイルショップ淀屋橋」（大阪府）の2店舗の計13店舗を展開する。
大塚家具の店舗のうちコンセプトショップと銀座本店（東京都）・ライフスタイルショップ名古屋駅前（愛知県）・サッポロファクトリー以外の10店舗は全て「ショールーム」と称しており、その大半がビルの複数フロアを借り上げた大規模なものとなっているのが特徴で、店舗ごとに「○○地区最大のインテリアショールーム」という謳い文句がつくことが多い。ショールームのうち新宿は旧・新宿三越新館を、名古屋栄は東海放送会館（東海テレビ・東海ラジオ）旧館を、大阪南港はATC ITM棟をそれぞれ一棟丸ごと借り上げて店舗としている。

### 店舗ギャラリー

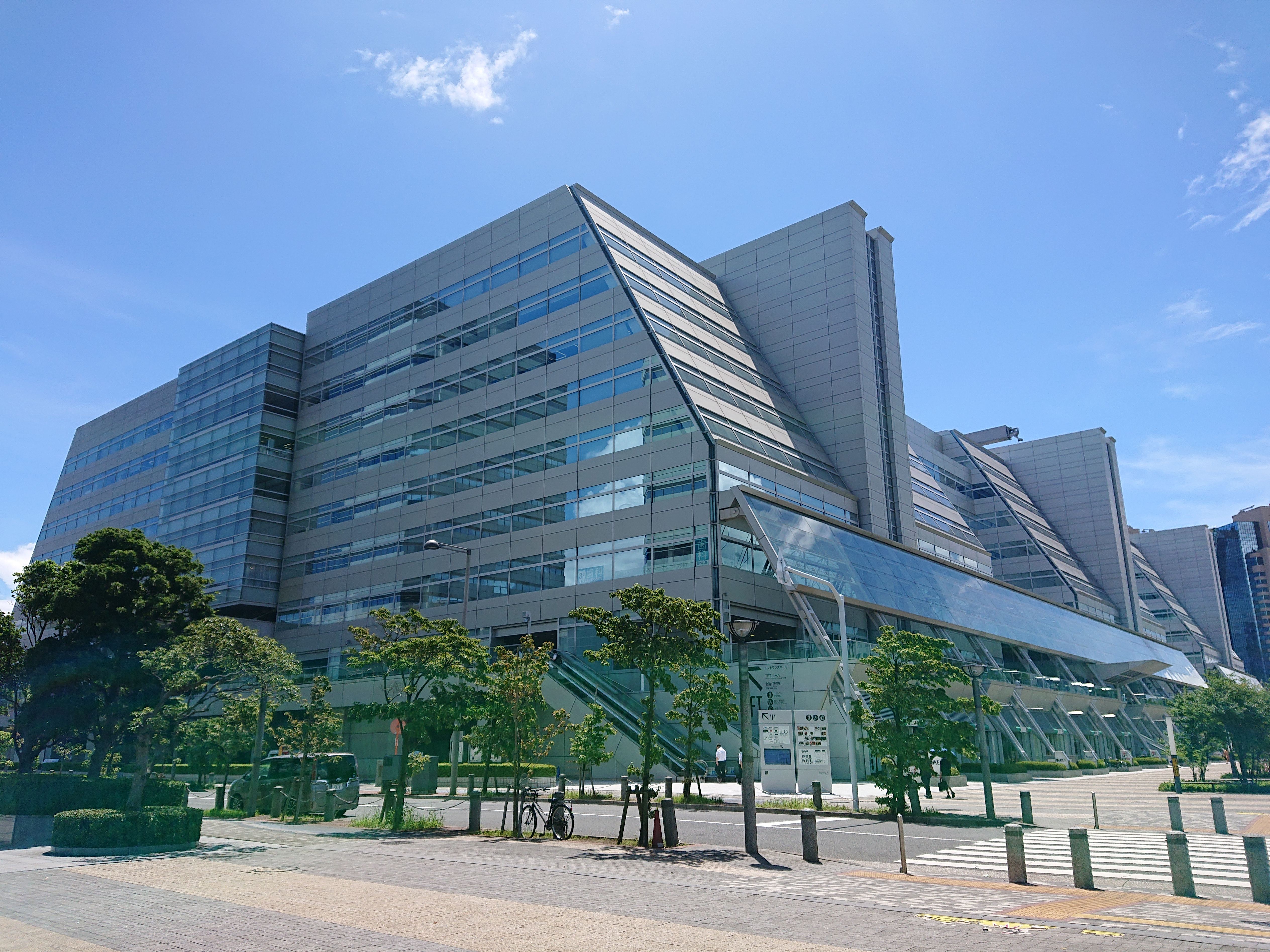
有明本社（TFTビル東館）
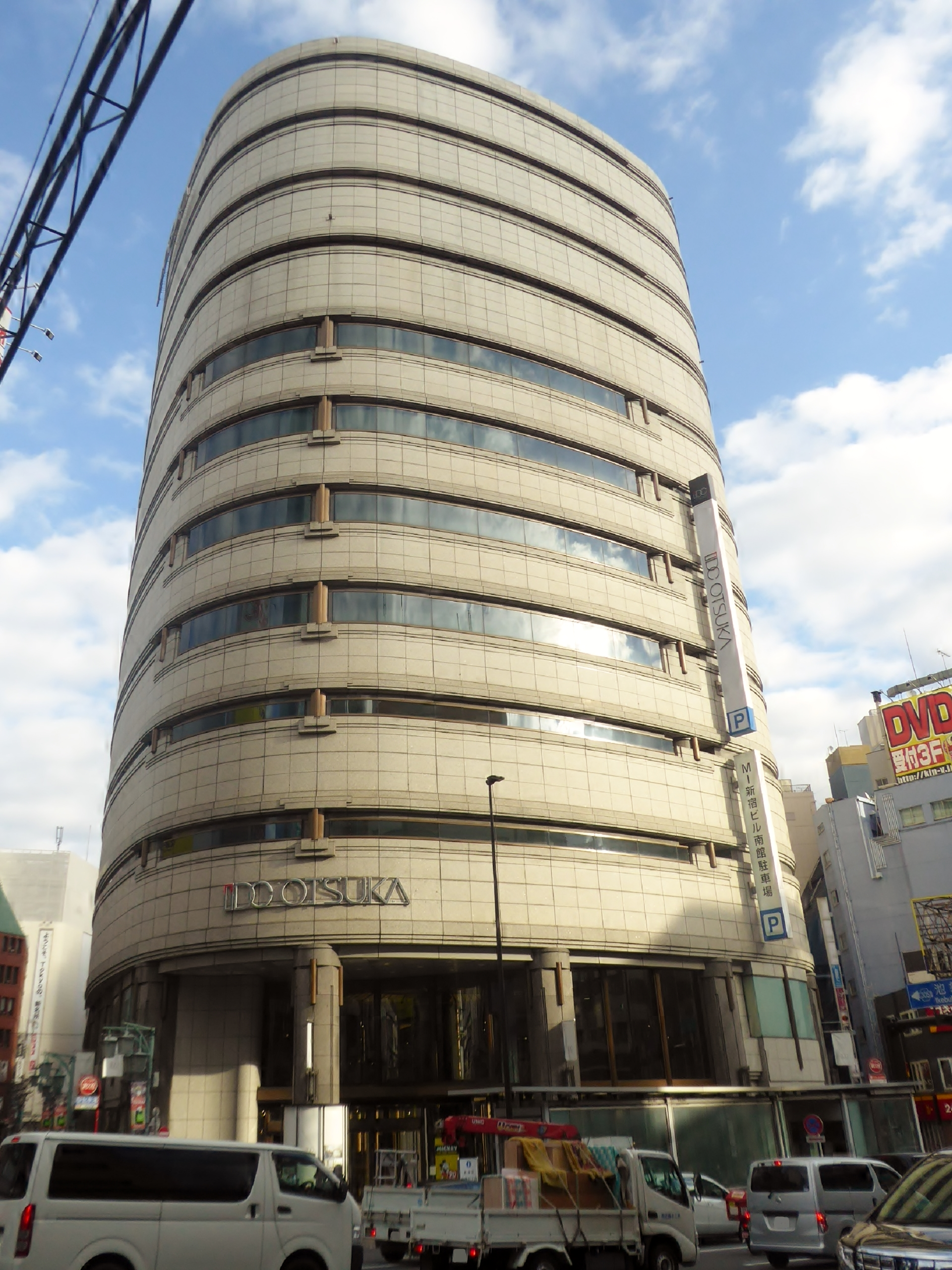
新宿ショールーム（旧・新宿三越新館）
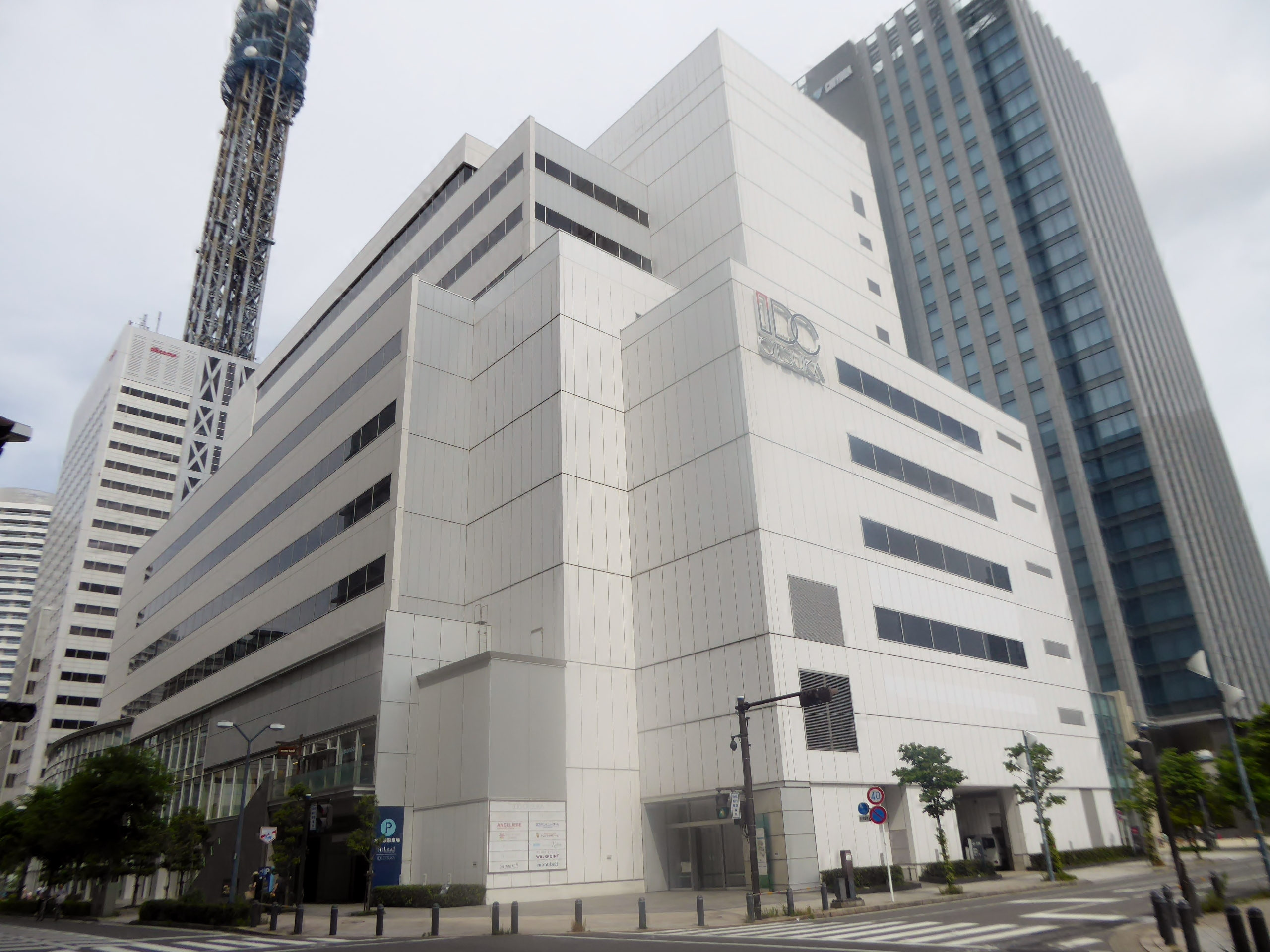
横浜みなとみらいショールーム（リーフみなとみらい）
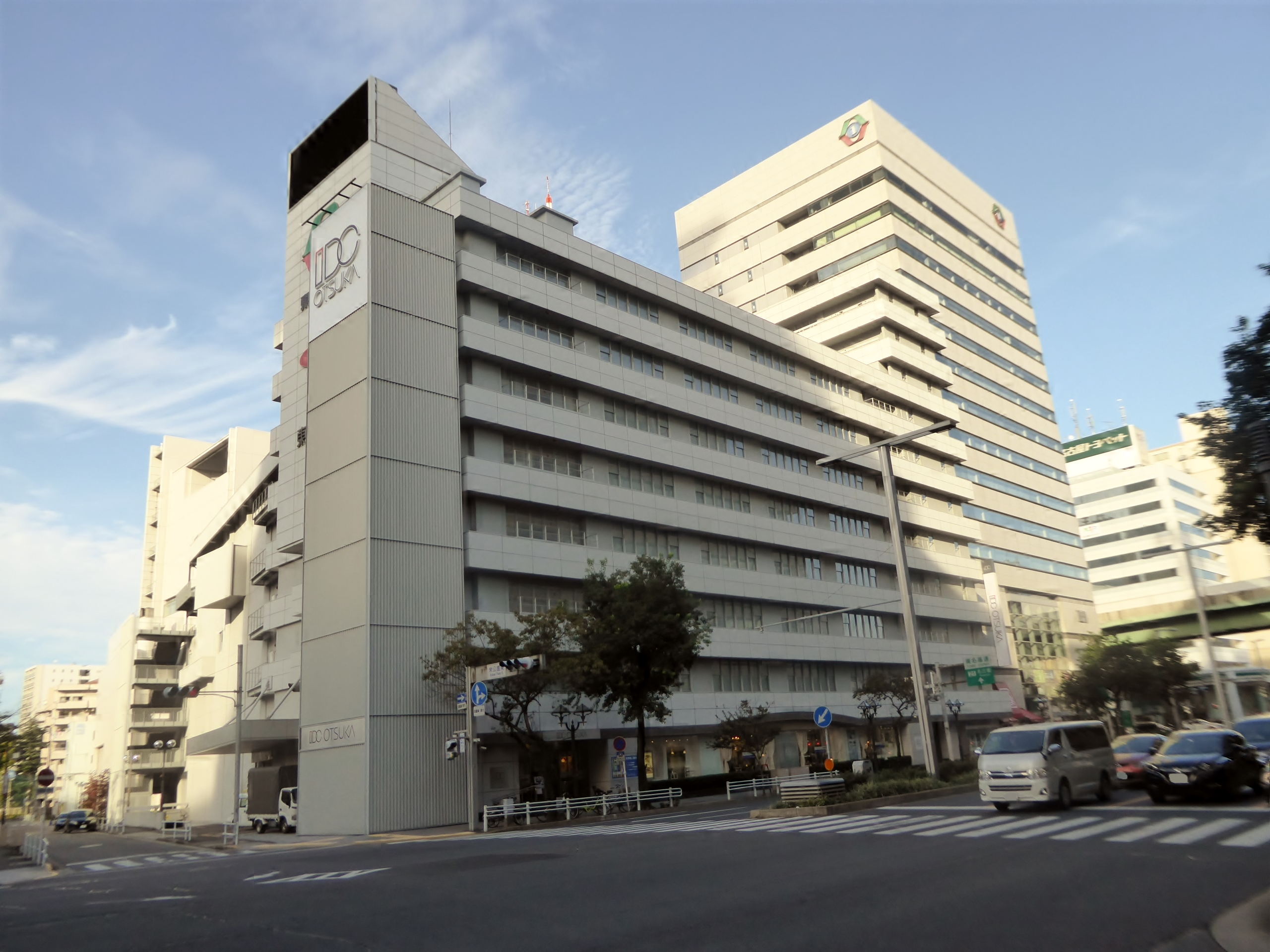
名古屋栄ショールーム（東海放送会館）
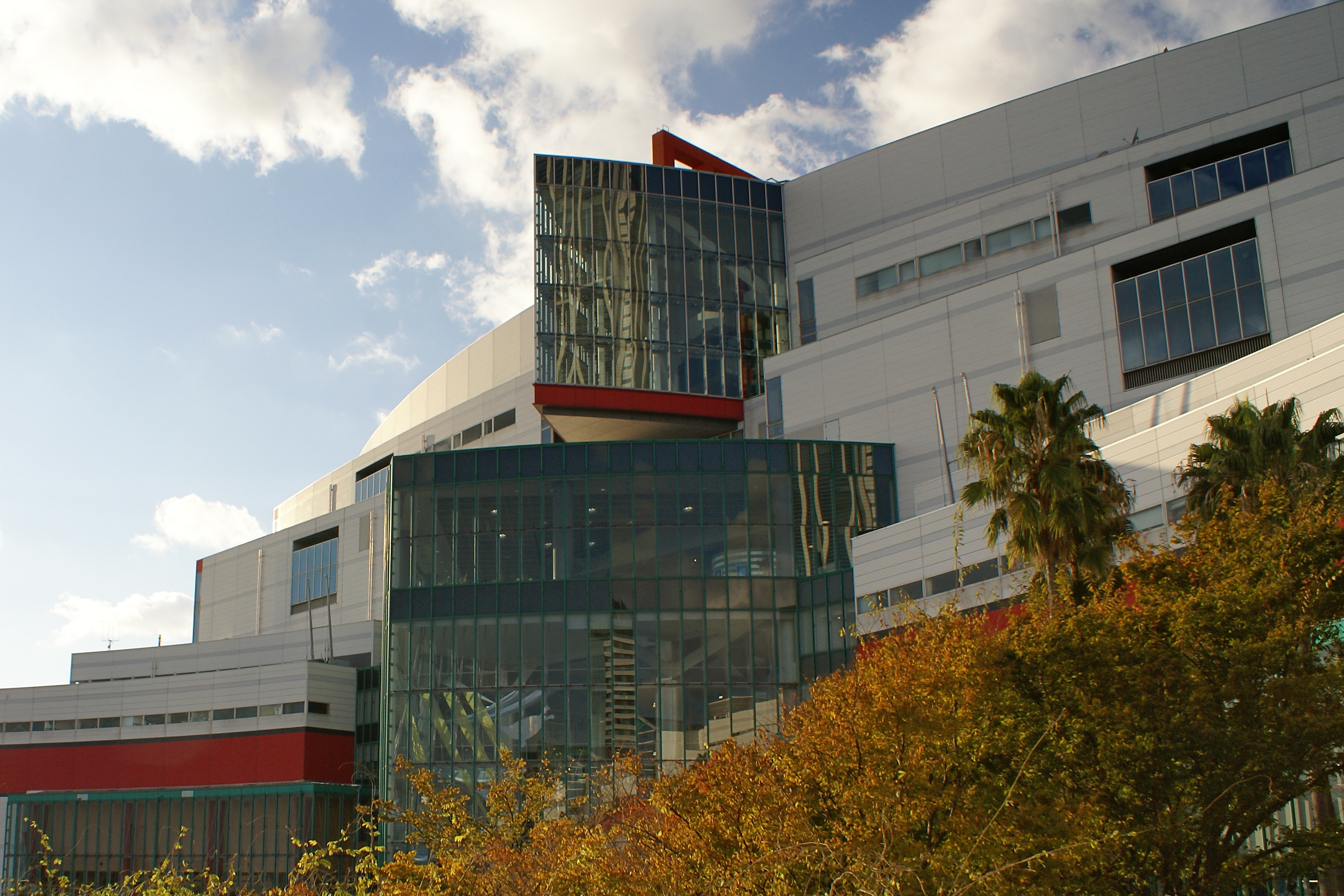
大阪南港ショールーム（ATC ITM棟）
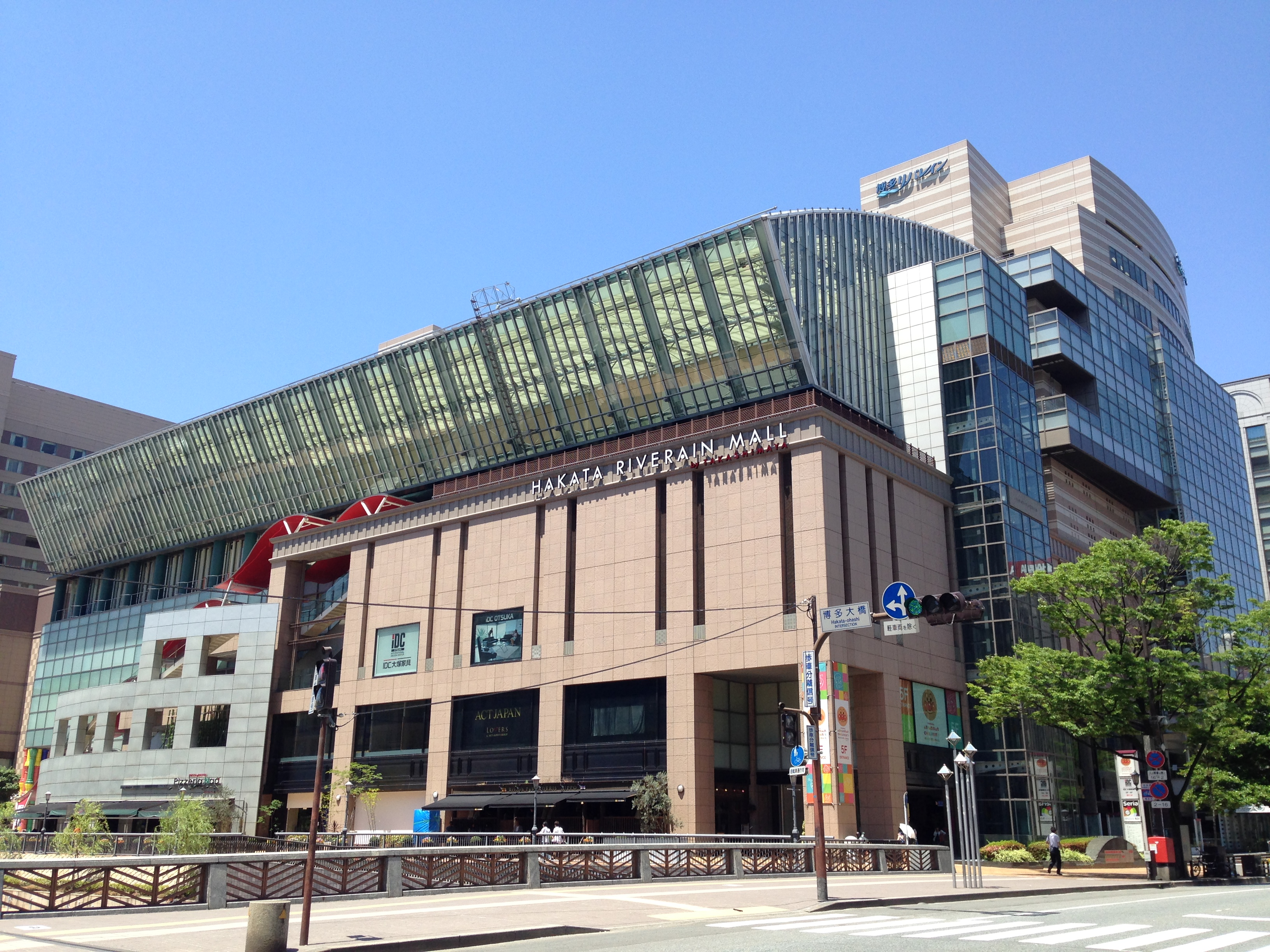
福岡ショールーム（博多リバレイン 博多リバレインモール）

### 過去に存在した店舗
- 吉祥寺ショールーム - 2001年（平成13年）6月、旧・近鉄百貨店東京店跡に三越吉祥寺店と共同出店。増床を計画したが建物所有者の近鉄百貨店が応じず撤回、三越とともに2006年（平成18年）5月7日閉館。閉館後、ヨドバシカメラマルチメディア吉祥寺。
- 横浜ショールーム - 三越横浜店にあった。同店舗閉店のため、2005年（平成17年）5月5日閉館。閉館後、ヨドバシカメラマルチメディア横浜。
- 平塚ショールーム - 2001年（平成13年）12月閉館。撤退後はぺんたくん平塚店となった後解体され、現在はマンション。
- 津田沼店→津田沼ショールーム
  - 1978年（昭和53年）8月に閉店した長崎屋津田沼店の跡地に[60][61]、1979年（昭和54年）3月2日に開館[62]。
- 名古屋ショールーム（名古屋星崎ショールーム） - 名古屋栄ショールームへの移転に伴い2007年（平成19年）2月4日閉館。その後は撤退せず、流通センターとして使用していたが、2007年（平成19年）10月5日に「名古屋星崎ショールーム」という名称で再度開業した。なお、ビルの1階の一部と5階は引き続き流通センターとして使用されていたが、2018年（平成29年）4月8日再び閉館。閉館後、ずゞや名古屋支店。
- 小倉ショールーム（14,000m2） - AIMビル4・5F。2009年（平成21年）5月閉館。
- 郡山ショールーム（4,800m2） - うすい百貨店8・9階。2009年（平成21年）9月23日閉館。
- モダンスタイルショップ日本橋 - コレド日本橋1階。2005年（平成17年）12月に開店。2007年（平成19年）6月2日に「ポルトローナ・フラウ日本橋」にリニューアルしたが、2010年（平成22年）3月7日閉店。
- 幕張ショールーム（20,700m2） - マリブWBGビル26 - 35階。2010年（平成22年）9月26日閉館。
- 多摩ショールーム（15,800m2） - 多摩センター三越（旧・多摩そごう）3 - 5階。立川髙島屋内へ立川ショールームとして移転するため、2010年（平成22年）12月31日閉店。閉館後、ココリア多摩センター（三越は営業継続、大塚家具部分は専門店街）。
- 梅田ショールーム（9,300m2） - 旧・ホテルプラザ下層階。大阪南港ショールームと統合するため、2010年（平成22年）12月31日閉店。
- 日本橋店 - 日本橋丸善東急ビル内。2007年（平成19年）6月開店。2010年（平成22年）に「法人営業部」に改組。
- 春日部ショールーム（10,722m2） - 旧・イトーヨーカドー春日部店。1997年（平成9年）4月開館。2018年（平成29年）5月27日閉館。
- 立川ショールーム - 2011年（平成23年）開館。2018年（平成30年）12月31日閉館。
- 仙台ショールーム（7,483m2） - 2019年（令和元年）5月6日閉館。

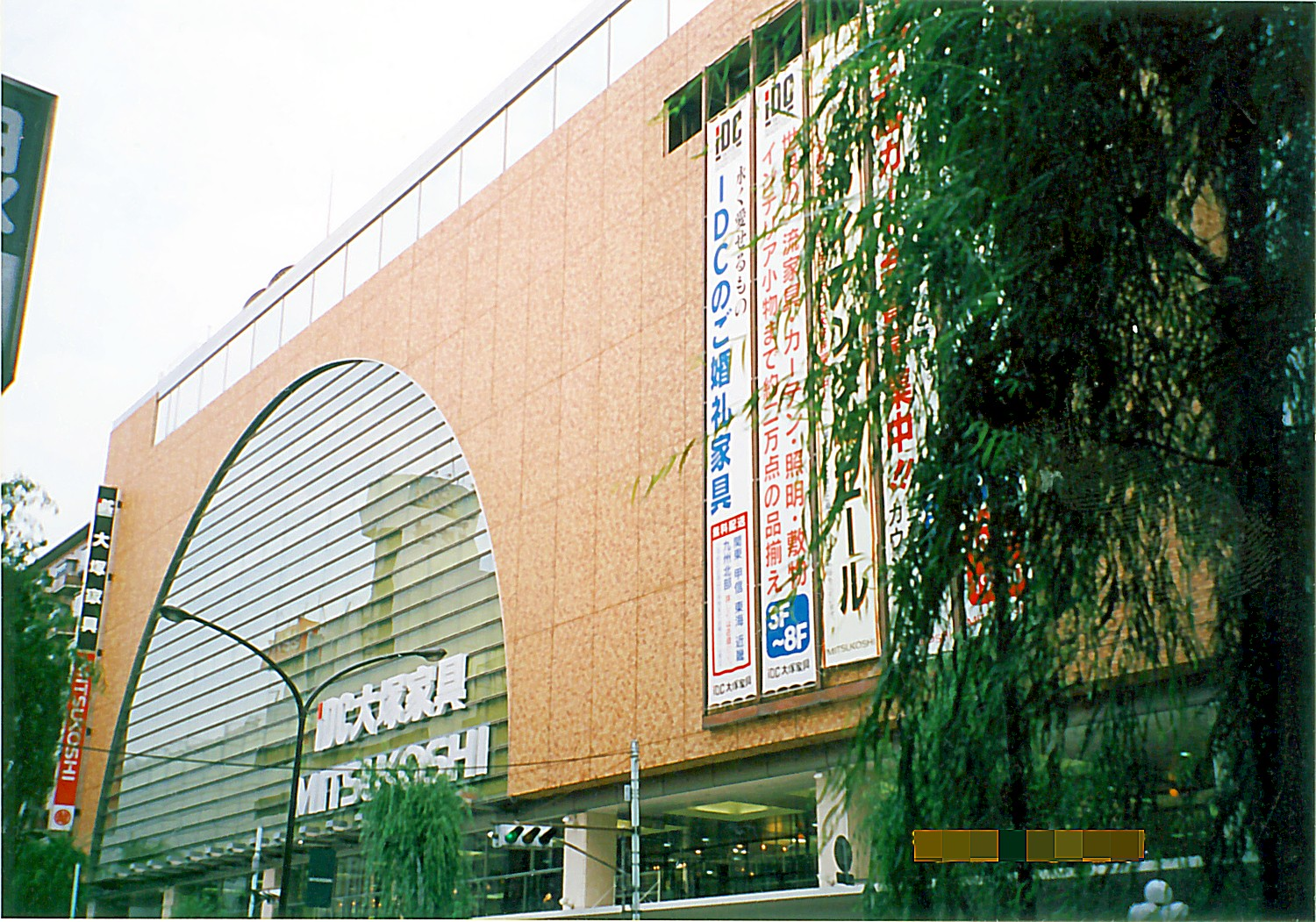
吉祥寺ショールーム（2001年（平成13年）9月）
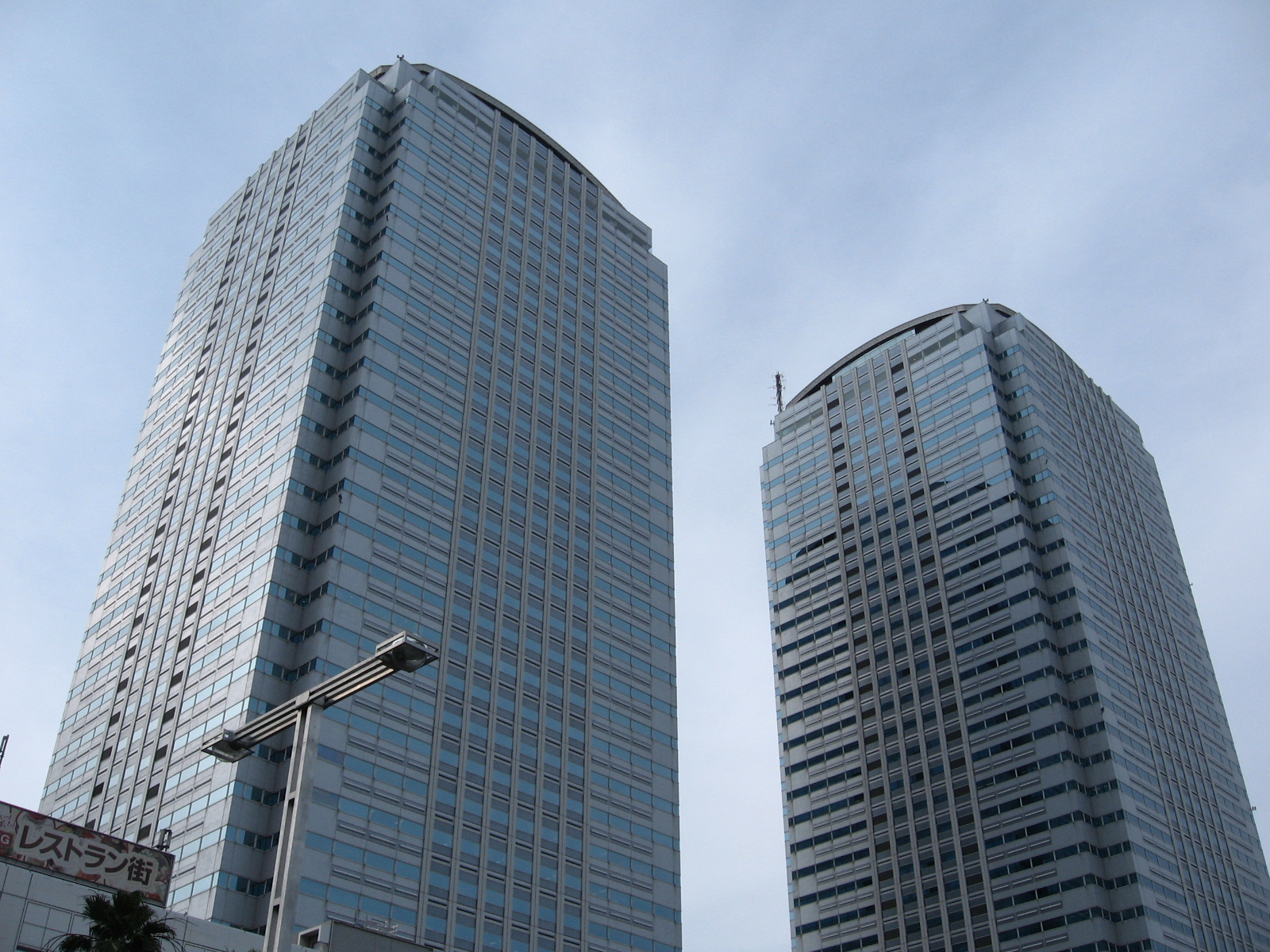
幕張ショールームが入っていたマリブWBGビル（千葉市美浜区）
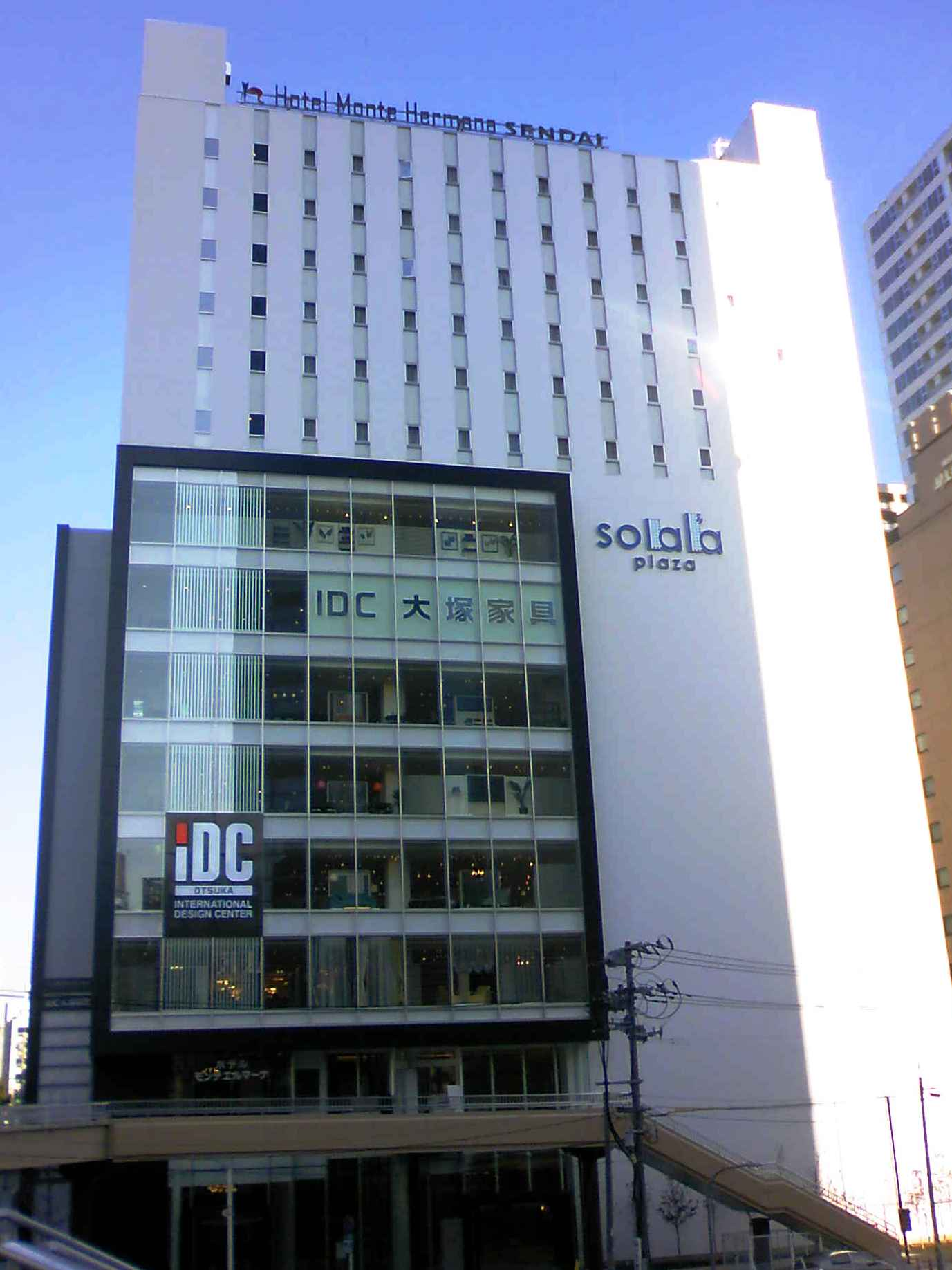
仙台ショールーム（ソララプラザ）

## 事業計画

### イーホテルとの業務提携
2020年11月25日、株式会社EHOTELグループと業務提携することを発表し、同社が立ち上げる新たなビジネスモデル、「プライベート・マイ・オフィス」のインテリアデザインと家具の提供を大塚家具が請け負う予定であることを明らかにした。EHOTELグループは1000億円規模の投資で事業展開していくと述べていたが、翌2021年以降、同社は企業活動を停止したため、計画は立ち消えになる。（「Colours International#コロナ禍から活動停止へ（2020年～2021年）」を参照）
実は、この業務提携が発表された時期に、イーホテルは持株会社であるColours Internationalが、2023年7月に出資法違反の容疑で起訴されることになるリベレステ株式会社 から長年融資を受けていた影響で資金難に陥り、店舗の休館・売却を始めていたようである。（「Colours International #年表」と「Colours International #リベレステとの関係」を参照）

## テレビ番組
- 日経スペシャル ガイアの夜明け 激突!巨大家具メーカー（2006年5月23日、テレビ東京）[66] - 接客と販売の極意を取材。

## スポンサー協賛
- 樋口久子 - 樋口久子（ゴルフ殿堂入り記念）IDC大塚家具レディス（現・「樋口久子 三菱電機レディス」埼玉・武蔵丘ゴルフコース、2010年まで）
- サード - ル・マン24時間耐久レース、IDC大塚家具サードスープラ（SUPER GT、2005年まで）

## 広告
大塚家具では、大塚寧々・田辺誠一夫妻を起用したCMなどを流していた。
2015年のお家騒動以降に、新しいCMを放映。家族で大塚家具の店舗に行く内容のCMであるが、その中でCMでは、カーテンの色を巡って娘役の平祐奈と父親が言い争いをし、母親が「けんかしない！」とたしなめるシーンや、店員に娘が「父がすみません」と謝るシーンなど、親子喧嘩から始まったいわゆる一連の「お家騒動」を逆手に取り、それをギャグにした演出があるとネット上で話題となった。

## 美術協力

### 映画
- THE有頂天ホテル（三谷幸喜監督 2006年）
- 沈まぬ太陽（若松節朗監督、渡辺謙主演 2009年）

### テレビドラマ
- 恋の時間（TBS系 2005年10月 - 12月）
- 鬼嫁日記（関西テレビ制作・フジテレビ系 2005年10月 - 12月）
- 新春ドラマスペシャル古畑任三郎ファイナル（フジテレビ系 2006年1月4日、1月5日）
- 華麗なる一族（TBS系 2007年1月 - 3月）
- ホテリアー（テレビ朝日系 2007年4月 - 6月）
- BOSS（フジテレビ系 2009年4月 - 6月）
- リアル・クローズ（関西テレビ系 2009年10月 - 12月）
- まっすぐな男（関西テレビ系 2010年1月 - 3月）
- 夏の恋は虹色に輝く（フジテレビ系 2010年7月 - 9月）
- 下町ロケット（TBS系 2018年10月 - 12月）
- 罠の戦争（関西テレビ制作・フジテレビ系 2023年1月 - ）[68]

### その他のテレビ番組
- スタイルプラス（東海テレビ、2006年10月 - 2019年9月）
- FILM FACTORY（テレビ東京）
- Life Design Lab（TwellV、2013年3月 - ）

## 関連企業
- 秋田木工（秋田県湯沢市）

### 注記
1. ↑  旧大塚化学薬品・大塚製薬の家具部門として設立された大塚家具工業から大塚化学家具事業部となり、一旦は大塚化学本体に吸収合併されたものの、再び大塚家具製造販売として大塚化学から再分離した。2016年に大塚グループを離脱、2017年にウィドゥ・スタイルに社名変更した。
2. ↑  会員制の導入については、大塚家具の創業当時、家具販売業界において一般的だった定価表示の値札を購入時に値引き販売するスタイルに対して、常識破りともいえる「家具メーカーからの直接大量仕入れによる仕入れ価格の低減」と「（値引き済みの）実売価格表示」を実施した。これに業界が反発したことから「会員になった顧客にのみ値引き済みの価格を提示する」形として、メーカー等の反発を抑えた[16]。
3. ↑  週刊東洋経済は、久美子を除く7人の取締役のうち、5人が賛成、社外取締役の1人が反対、1人が棄権したと報じている[17]。
4. ↑  読売新聞は、取締役専務の勝之と千代子が勝久に近い立場とされ、逆に執行役員の雅之と取締役上席執行役員の佐野春生（勝久の三女・智子の夫）及び次女、三女が久美子に近い立場と報じている[29]。
5. ↑  ワークスペースのための1室とリラックススペースのための1室をセットで貸し出すシステム。1時間単位での貸し出しにも対応する。